# Kohlendreieck

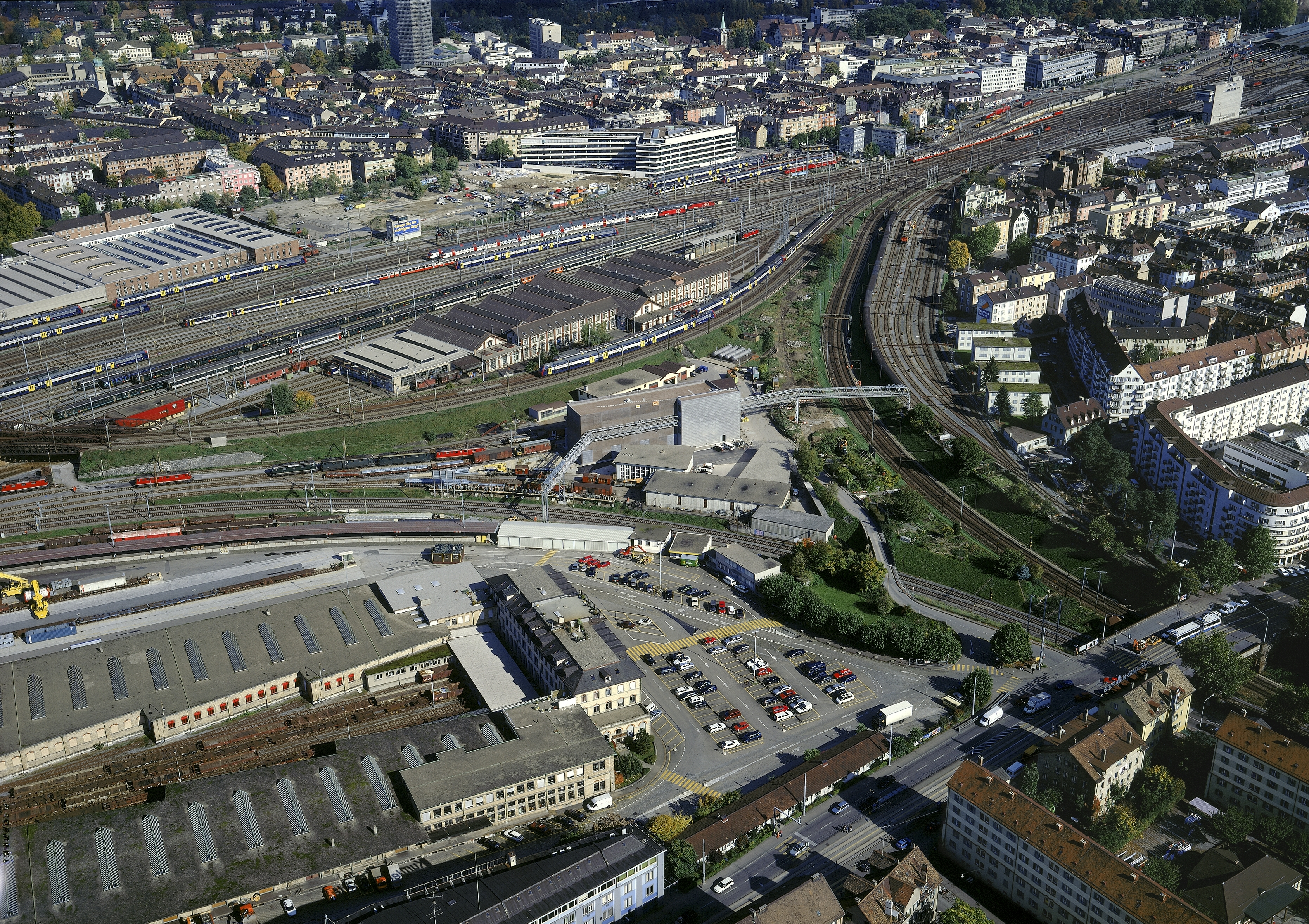
Luftbild des Kohlendreiecks 1998 noch vor dem Bau der Kohlendreieckbrücke

Das Kohlendreieck ist ein als Bahnbetriebswerk genutztes Areal im Vorbahnhof des Hauptbahnhofs Zürich. Das Areal mit dreieckigem Grundriss befindet sich zwischen der Bahnstrecke Zürich–Baden im Norden, der Bahnstrecke Zürich–Chur im Süden und der vom Güterverkehr benutzten Verbindungskurve Zürich-Altstetten–Zürich-Wiedikon im Westen. Westlich dieser Gleise liegt der ehemalige Güterbahnhof, auf dem das Polizei- und Justizzentrum Zürich errichtet wird.
Das Areal wurde zu den Zeiten des Dampfbetriebs als Kohlelager genutzt.

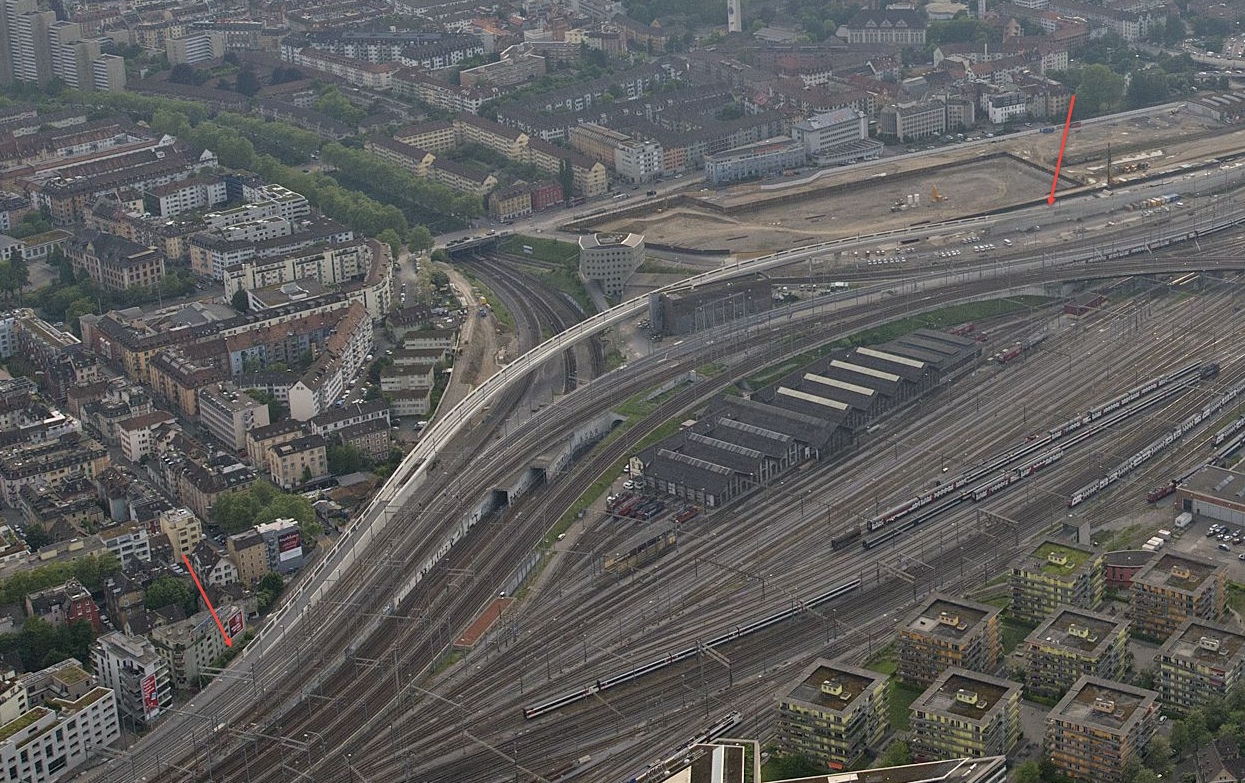
Das stark überbaute Gelände im Jahr 2015

Im Kohledreieck befindet sich das Depot F, das zwischen dem Vorfeld des Bahnhofs und der durch das Areal führenden Auffahrt zum Aussersihler Viadukt der Wipkingerlinie steht, das 1997 bis 1998 erbaute Unterwerk und das 2012 fertiggestellte Bürogebäude des Baudienstzentrums, das durch von Ballmoos Krucker Architekten entworfen wurde. Der eigenwillig auskragende Bau musste so gestaltet werden, weil die von Hans Hilfiker gestalteten denkmalgeschützten Gebäude des Fahrleitungsunterhalts nicht abgebrochen werden durften. Die 2015 in Betrieb genommene, 394 Meter lange eingleisige Kohlendreieckbrücke führt das Gleis in Richtung Zürich-Altstetten der Durchmesserlinie über das Areal.